# 高橋博巳
高橋博巳（たかはし ひろみ、1946年6月27日- ）は、日本漢文学者、金城学院大学名誉教授。

## 経歴
岡山県生まれ。1969年東北大学文学部史学科卒業。76年同大学院博士課程退位取得退学。2011年「文人の世紀」で文学博士。金城学院大学文学部助教授をへて、教授を務め、2015年退任、名誉教授。専攻・近世漢文学・文化。

## 著書
- 『京都芸苑のネットワーク』ぺりかん社, 1988
- 『江戸のバロック 徂徠学の周辺』ぺりかん社, 1991
- 『画家の旅、詩人の夢』ぺりかん社, 2005
- 『東アジアの文芸共和国 通信使・北学派・蒹葭堂』新典社新書, 2009
- 『浦上玉堂 白雲も我が閑適を羨まんか』ミネルヴァ書房・日本評伝選, 2020

### 編著
- 編・校訂『「定本」日本絵画論大成 第7巻 田能村竹田』小林忠・河野元昭監修、ぺりかん社, 1996
- 中邨嵒洲『夢遊篇』編著 太平書屋・太平文庫, 2005
- 解説『玉堂琴士集 浦上玉堂詩集』斎田作楽訓注、太平書屋・太平文庫, 2008